# Tipula buchholzi
Tipula buchholzi är en tvåvingeart som beskrevs av Mannheims och Theowald 1959. Tipula buchholzi ingår i släktet Tipula och familjen storharkrankar.
Artens utbredningsområde är Italien. Inga underarter finns listade i Catalogue of Life.